# Pühäjõgi
Pühäjõgi (est. Pühäjõgi (Sillaotsa jõgi)) – rzeka w południowej Estonii. Wpada do rzeki Võhandu w okolicy wsi Jõgehara. Ma długość 15,3 km i powierzchnię dorzecza 90,5 km². Przepływa przez 10 jezior zaliczanych do pojezierza Kooraste (est. Kooraste järved): Kauru, Vidrike, Voki, Nahajärv, Lambahanna, Sinikejärv, Lubjaahju, Liinu, Kooraste Pikkjärv, Vaaba, Hatsikõ, Kooraste Suurjärv.